# Доннерсберг (район)
Доннерсберг (нім. Donnersbergkreis) — район у Німеччині, у складі федеральної землі Рейнланд-Пфальц. Адміністративний центр — місто Кірхгаймболанден.

## Населення
Населення району становить 75 539 осіб (станом на 31 грудня 2020).

## Адміністративний поділ
Район складається з 81 міст і громад (нім. Gemeinden), об'єднаних в 6 об'єднань громад (нім. Verbandsgemeinden).
Дані про населення наведені станом на 31 грудня 2020. Зірочками (*) позначені центри об'єднань громад.
| - 1. Альзенц-Обермошель 1. Альзенц * (1647) 2. Фінкенбах-Герсвайлер (279) 3. Гаугревайлер (525) 4. Калькофен (156) 5. Маннвайлер-Кельн (372) 6. Мюнстераппель (484) 7. Нідергаузен-ан-дер-Аппель (233) 8. Нідермошель (488) 9. Обергаузен-ан-дер-Аппель (160) 10. Обермошель (місто) (1056) 11. Оберндорф (248) 12. Ширсфельд (221) 13. Зіттерс (92) 14. Ункенбах (188) 15. Вальдгревайлер (224) 16. Вінтерборн (173) - 2. Айзенберг 1. Айзенберг (місто) * (9335) 2. Керценгайм (2115) 3. Рамзен (1866) - 3. Гельгайм 1. Альбісгайм (1823) 2. Бідесгайм (601) 3. Бубенгайм (419) 4. Драйзен (959) 5. Айнзельтум (812) 6. Гельгайм * (3860) 7. Іммесгайм (136) 8. Лаутерсгайм (632) 9. Оттерсгайм (359) 10. Рюссінген (535) 11. Штанденбюль (183) 12. Вайтерсвайлер (500) 13. Целлерталь (1157) | - 4. Кірхгаймболанден 1. Беннгаузен (156) 2. Бішгайм (799) 3. Боланден (2510) 4. Данненфельс (848) 5. Гауерсгайм (657) 6. Ільбесгайм (605) 7. Якобсвайлер (248) 8. Кірхгаймболанден (місто) * (7918) 9. Крігсфельд (991) 10. Марнгайм (1697) 11. Моршгайм (721) 12. Мерсфельд (479) 13. Обервізен (540) 14. Орбіс (680) 15. Ріттерсгайм (167) 16. Штеттен (672) - 5. Роккенгаузен 1. Баєрфельд-Штеквайлер (408) 2. Бістершид (232) 3. Дількірхен (453) 4. Деррмошель (150) 5. Гервайлер (309) 6. Гербах (523) 7. Гундерсвайлер (508) 8. Імсвайлер (531) 9. Катценбах (495) 10. Рансвайлер (241) 11. Ратскірхен (170) 12. Райхсталь (101) 13. Роккенгаузен (місто) * (5373) 14. Руппертзеккен (351) 15. Занкт-Альбан (270) 16. Шенборн (127) 17. Зелен (136) 18. Штальберг (168) 19. Тешенмошель (115) 20. Вюрцвайлер (206) | - 6. Віннвайлер 1. Беррштадт (931) 2. Бройнігвайлер (459) 3. Фалькенштайн (185) 4. Гонбах (488) 5. Герінген (613) 6. Імсбах (867) 7. Лонсфельд (935) 8. Мюнхвайлер-ан-дер-Альзенц (1211) 9. Швайсвайлер (324) 10. Зіпперсфельд (1105) 11. Штайнбах-ам-Доннерсберг (733) 12. Вартенберг-Рорбах (427) 13. Віннвайлер * (4868) |